# والبة بن الحباب
والبة بن الحُباب (ت. نحو 170 هـ/نحو 786) شاعر ، من أهل الكوفة.

## عنه
هو أبو أسامة والبة بن الحباب الأسدي الكوفي، من بني نصر بن قعين، من أسد بن خزيمة. يدور شعره حول الخمرة والمجون والغزل بالغلمان، وهو أستاذ أبي نواس.